# دنی براون (بازیکن فوتبال)
دنی براون (انگلیسی: Danny Brown؛ زادهٔ ۱۲ سپتامبر ۱۹۸۰) بازیکن فوتبال اهل بریتانیا است.
از باشگاه‌هایی که در آن بازی کرده‌است می‌توان به باشگاه فوتبال ایست‌بورن بورو، باشگاه فوتبال کمبریج یونایتد، باشگاه فوتبال کراولی تاون، باشگاه فوتبال هارلو تاون، باشگاه فوتبال آکسفورد یونایتد، باشگاه فوتبال بارنت، و باشگاه فوتبال لیتون اورینت اشاره کرد.